# M41 Walker Bulldog
Den amerikanska lättstridsvagnen M41 Walker Bulldog, officiellt känd som 76-mm Gun Tank, M41, var ett framträdande pansarfordon under efterkrigstiden. Utvecklad som en ersättare för den föråldrade M24 Chaffee-stridsvagnen, tog M41 en central plats i både amerikanska och internationella pansarförband från 1950-talet och framåt.

## Utveckling och Produktion
Utvecklingen av M41 började i efterdyningarna av andra världskriget, med Cadillac som huvudproducent. Den första prototypen, benämnd T37, uppstod 1947, och efter flera förbättringar blev T41-prototypen grunden för M41. Produktionen startade 1951 och fortsatte fram till 1954, under vilken över 5 000 enheter producerades.

## Design och Specifikationer
M41 Walker Bulldog var 8,31 meter lång inklusive kanon, 3,27 meter bred och 2,71 meter hög. Med en stridsvikt på cirka 23 ton var den lättare och mer rörlig än många samtida stridsvagnar.

### Pansar
Pansaret på M41 var konstruerat för att ge skydd mot lättare infanterivapen och splitter. Framdelen av skrovet och tornet hade det tjockaste pansaret, men det var fortfarande otillräckligt för att stå emot tunga pansarvapen. Detta understryker dess roll som en lätt stridsvagn, mer inriktad på mobilitet än på tung bepansring.

### Beväpning
Huvudbeväpningen bestod av en 76 mm M32 kanon, kapabel att avfyra en rad ammunitionstyper som pansarbrytande och högexplosiva granater. Förutom huvudkanonen var M41 utrustad med två kulsprutor: en .30 kaliber koaxial kulspruta och en .50 kaliber kulspruta monterad på tornet för luftförsvar och närförsvar mot infanteri.

### Motor och Prestanda
M41 drevs av en Continental AOS 895-3 sexcylindrig bensinmotor som levererade 500 hästkrafter, vilket möjliggjorde en topphastighet på ca 72 km/h. Stridsvagnens räckvidd var begränsad till cirka 160 km, vilket var tillräckligt för de flesta uppdrag den var avsedd för.

## Användning och historik
M41 Walker Bulldog tjänstgjorde i USA:s armé under 1950- och 60-talen och sågs i aktion under Koreakriget. Dessutom användes den av många andra länder runtom i världen. M41:an var uppskattad för sin höga mobilitet och effektiva beväpning, men dess begränsade pansar och trånga inre förhållanden mottogs med blandade känslor bland besättningarna. Trots detta har M41 Walker Bulldog haft en betydande inverkan på utvecklingen av lätta stridsvagnar och förblir en ikonisk del av kalla krigets pansarhistoria.

## Varianter av M41 Walker Bulldog
M41: Grundmodellen som introducerades i början av 1950-talet.
M41A1: En förbättrad version med nytt tornrotationssystem och andra uppgraderingar.
M41A2: Uppgraderad med en bränsleinsprutningsmotor och andra förbättringar.
M41A3: Liknande M41A2 men med ytterligare motorförbättringar.
QM41: Anpassad version för USA:s flotta för fjärrstyrd användning.
M41B: Moderniserad version av Bernardini S/A Industria e Comercio för Brasilien.
M41C: En modifiering av M41B för Brasiliens marinkår.
M41D: En uppgraderad variant av Taiwans armé med förbättrad motor och sikten.
M41 DK-1: En dansk variant med NBC-skydd och avancerad siktesutrustning.
M41E: Spansk version med ny motor.
M41GTI: Thailändsk modernisering av tyska GLS med digital eldledning och förbättrad motor.
M41 HAKO: En spansk modifiering av M41 utan torn, utrustad med HOT pansarvärnsrobotar.
M41U: Uruguays variant med förstärkt pansar och ny huvudbeväpning.
T49: Ett experimentellt fordon baserat på M41 med en 152 mm kanon.
Type 65: En variant utvecklad av Taiwans armé med tjockare pansar.

## Export
Brasilien: Köpte 386 M41:or från USA under 1960-talet. Dessa moderniserades senare till M41B och M41C.
Taiwan: Använder M41D-varianter, modifierade med ny motor och avancerade sikten. Totalt har Taiwan använt runt 50 M41-stridsvagnar.
Thailand: Har använt M41GTI, moderniserade med ny motor och digitalt eldledningssystem. Thailand har haft ungefär 200 M41-stridsvagnar.
Uruguay: Har anskaffat 22 M41A1U och 25 M41C-varianter.
Vietnam: Ärvde M41:or från Sydvietnam efter Vietnamkriget, varav majoriteten är i förvar.
Libanon: Använde 50 M41-stridsvagnar från 1958 till 1984.
Sydvietnam: Använde cirka 350 M41-stridsvagnar under Vietnamkriget.
Argentina: Lånade 5 M41:or från USA, som senare returnerades.
Japan: Har använt 130 M41-stridsvagnar.
Sydafrika: Bekräftat att ha haft 1 M41 för utvärdering.
Spanien: Köpte 245 M41-stridsvagnar.
Danmark: Använde 53 M41-stridsvagnar.
Grekland: Har haft 81 M41-stridsvagnar.
Sydkorea: Har använt M41-stridsvagnar i stor skala, även om exakta antal inte är lättillgängliga.
Tyskland (Västtyskland): Använde 50 M41-stridsvagnar.